# Бронзник, Валерий Исаакович
Валерий Исаакович Бронзник (Valeri Bronznik; род. 17 августа 1966) — украинский шахматист, международный мастер (1996), тренер.
С 1997 года проживает в Германии. Автор многих книг на русском, немецком и английском языках.

## Книги
- Die Tschigorin-Verteidigung, Изд: «Schachverlag Kania», 2001, ISBN 3-931192-21-0
- Das Colle-Koltanowski-System: Trugerische Ruhe hinterm Mauerwerk, Изд: «Schachverlag Kania», 2003, ISBN 3-931192-23-7
- Sizilianisch für Müßiggänger, Изд: «Schachverlag Kania», 2-е издание, 2006, с. 174, ISBN 3-931192-26-1
- 1.d4 - Ratgeber gegen Unorthodoxe Verteidigungen, Изд: «Schachverlag Kania», 2010, с. 237, ISBN 978-3-931192-37-2
- 1.d4 - Beat the Guerrillas!, Изд: «New in Chess», 2011, с. 272, ISBN 978-90-5691-373-1
- Techniques of Positional Play: 45 Practical Methods to Gain the Upper Hand in Chess, Изд: «New in Chess», 2013, с. 254 ISBN 978-90-5691-434-9 (в соавторстве с Анатолием Терёхиным)
- Стратегические Приёмы, Изд: «Андрей Ельков», 2015. ISBN 978-5-906254-16-0 (в соавторстве с Анатолием Терёхиным)